# Иллинойс в Гражданской войне
Американский штат Иллинойс был главным источником солдат для армии Союза (в большинстве для западного театра боевых действий Гражданской войны, а также основным поставщиком оружия, еды и одежды. Расположенный рядом с крупными реками и железными дорогами, Иллинойс стал главным плацдармом в начале войны для операций Улисса Гранта по захвату контроля над реками Миссисипи и Теннесси.

## История

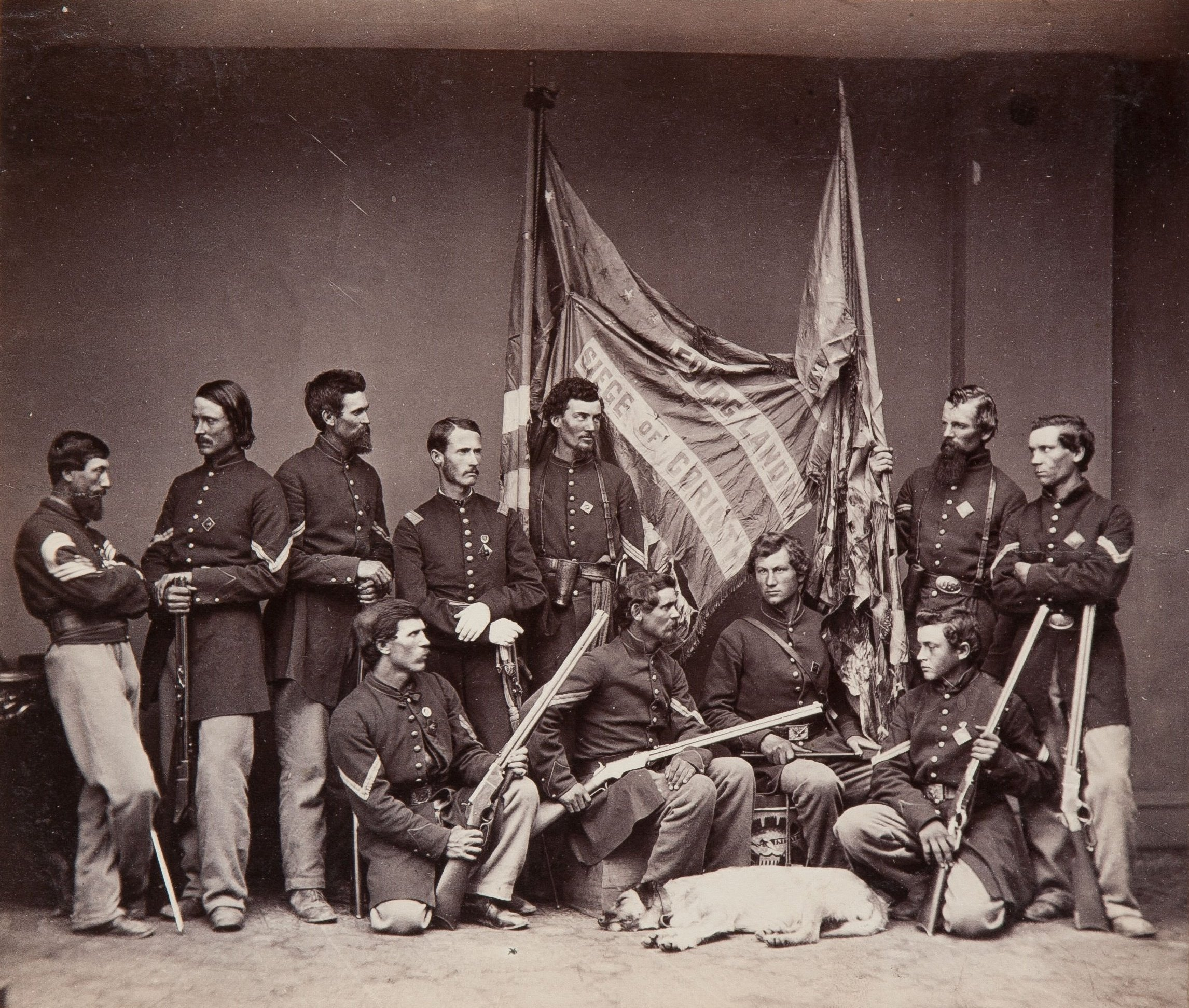
Солдаты из Иллинойса (Знаменная рота 7-го Иллинойсского пехотного полка)

256 567 иллинойссцев отправились на войну, больше, чем из любого другого северного штата, кроме Нью-Йорка, Пенсильвании и Огайо. Штат набрал 150 пехотных полков, которые были пронумерованы с седьмого до 156 Иллинойсского. Также набралось 17 кавалерийских полков и 2 артиллерийских. Из-за большого энтузиазма жителей, призыв в армию практически не производился. Кэмп-Дуглас, находившийся рядом с Чикаго и Кэмп-Батлер, расположившийся неподалеку от Спрингфилда были одними из крупнейших тренировочных лагерей для этих солдат. Оба служили тюрьмой для плененных конфедератов. Несколько тысяч из них умерли в лагерях и были похоронены на ближайших кладбищах. Главными иллинойсскими генералами были Улисс Грант, Джон Бьюфорд, Джон Поуп, Джон Шофилд, Джон Логан, Джон Макклернанд, Бенджамин Прентисс и Стивен Херлбат. Больше сотни солдат из Иллинойса получили Медаль Почёта.

## Поддержка фронта
Правительство Чикаго и общества добровольцев оказывали поддержу солдатам во время войны. Композитор и музыкант Джордж Фредерик Рут стал знаменитым, благодаря нескольким хорошо-встреченными военными песнями. Мэри Ливермор и Джейн Ходж организовывали выставки, выручка от которых шла на медицинскую помощь солдатам. Их активность сыграла роль в послевоенном движении за права женщин. Мэри-Энн Бикердайк была одной из самых заметных медсестер западной армии. Работники на заводах и в порту помогали армии получать достаточное количество еды и одежды, как для простых солдат, так и для генералов.

## Политика
Во время президентских выборов в 1860  году, 2 представителя Иллинойса были среди 4 кандидатов. Большинство иллинойсцев голосовали за представителя Спрингфилда Абрахама Линкольна (50,7%), а остальные за Стивена Дугласа из Чикаго, который получил 47,2%. Джон Белл и Джон Брекинридж набрали в сумме чуть более двух процентов.